# レインボー (アルバム)
Rainbow（レインボー）は、1977年4月5日に発売された大橋純子の3作目のアルバムであり、バックバンドに美乃家セントラル・ステイションを迎え、″大橋純子&美乃家セントラル・ステイション″ として一体の活動を開始した第1作である。このアルバムの中の「シンプル・ラブ」は第3回マジョルカ世界音楽祭で第3位に入賞した。

## 背景
大橋純子＆美乃家セントラル・ステイションとしての活動が浸透し、世の中に認知されるようになってきた頃に発表されたアルバム。大橋によると、当時は暇さえあればリハーサルをし、その合間に土屋昌巳が積極的にオリジナル曲を書いては練習し、まとまったら次のライブで披露してみるという具合に曲が出来上がっていったという。同時に美乃家セントラル・ステイションも、バック・バンドから徐々にバンドそのものの存在をアピールするようになって行く。
A-1「シンプル・ラブ」は、B-5「今シルエットのように」とのカップリングでシングルカットされ、本作と同時に発売された。
2009年6月10日にリリースされたデビュー35周年記念再発盤には、1977年9月に発売されたアルバム未収録シングル「ミスター・スマイル」や1978年1月発売のシングル「ファンキー・リトル・クイニー」のB面に収められた「シンプル・ラブ」の英語バージョンなど、ボーナストラック4曲が追加収録された。

## 収録曲

### LP / CT
| #  | タイトル                                  | 作詞     | 作曲     | 編曲     | 時間 |
| -- | ----------------------------------------- | -------- | -------- | -------- | ---- |
| 1. | 「シンプル・ラブ（Simple Love）」         | 松本隆   | 佐藤健   | 佐藤健   | 3:44 |
| 2. | 「フィール・ソー・バッド（Feel So Bad）」 | 土屋昌巳 | 土屋昌巳 | 土屋昌巳 | 4:11 |
| 3. | 「白い鎮魂歌」                            | 大橋純子 | 林哲司   | 林哲司   | 4:26 |
| 4. | 「二人の夢の島」                          | 土屋昌巳 | 土屋昌巳 | 土屋昌巳 | 2:39 |
| 5. | 「ナチュラル・フーズ（Natural Foods）」   | 土屋昌巳 | 土屋昌巳 | 土屋昌巳 | 3:16 |
| 6. | 「ラスト・ナンバー（The Last Number）」   | 竜真知子 | 林哲司   | 林哲司   | 4:49 |

| #  | タイトル                                                                     | 作詞               | 作曲     | 編曲     | 時間 |
| -- | ---------------------------------------------------------------------------- | ------------------ | -------- | -------- | ---- |
| 1. | 「レイニー・サタデイ & コーヒー・ブレイク（Rainy Saturday & Coffee Break）」 | 竜真知子           | 林哲司   | 林哲司   | 3:41 |
| 2. | 「ラッキー・レディー（Lucky Lady）」                                         | 大橋純子・増尾元章 | 増尾元章 | 増尾元章 | 2:58 |
| 3. | 「愛にさよなら」                                                             | 大橋純子・増尾元章 | 増尾元章 | 増尾元章 | 5:00 |
| 4. | 「季節のない街角で」                                                         | 大橋純子           | 佐藤健   | 佐藤健   | 4:01 |
| 5. | 「今シルエットのように」                                                     | 松本隆             | 佐藤健   | 佐藤健   | 4:56 |

### CD
| #   | タイトル                                                                     | 作詞               | 作曲     | 編曲     | 時間 |
| --- | ---------------------------------------------------------------------------- | ------------------ | -------- | -------- | ---- |
| 1.  | 「シンプル・ラブ（Simple Love）」                                            | 松本隆             | 佐藤健   | 佐藤健   | 3:44 |
| 2.  | 「フィール・ソー・バッド（Feel So Bad）」                                    | 土屋昌巳           | 土屋昌巳 | 土屋昌巳 | 4:11 |
| 3.  | 「白い鎮魂歌」                                                               | 大橋純子           | 林哲司   | 林哲司   | 4:26 |
| 4.  | 「二人の夢の島」                                                             | 土屋昌巳           | 土屋昌巳 | 土屋昌巳 | 2:39 |
| 5.  | 「ナチュラル・フーズ（Natural Foods）」                                      | 土屋昌巳           | 土屋昌巳 | 土屋昌巳 | 3:16 |
| 6.  | 「ラスト・ナンバー（The Last Number）」                                      | 竜真知子           | 林哲司   | 林哲司   | 4:49 |
| 7.  | 「レイニー・サタデイ & コーヒー・ブレイク（Rainy Saturday & Coffee Break）」 | 竜真知子           | 林哲司   | 林哲司   | 3:41 |
| 8.  | 「ラッキー・レディー（Lucky Lady）」                                         | 大橋純子・増尾元章 | 増尾元章 | 増尾元章 | 2:58 |
| 9.  | 「愛にさよなら」                                                             | 大橋純子・増尾元章 | 増尾元章 | 増尾元章 | 5:00 |
| 10. | 「季節のない街角で」                                                         | 大橋純子           | 佐藤健   | 佐藤健   | 4:01 |
| 11. | 「今シルエットのように」                                                     | 松本隆             | 佐藤健   | 佐藤健   | 4:56 |

| 全作詞: 松本隆、全作曲・編曲: 佐藤健。 |                                               |           |            |            |      |
| #                                      | タイトル                                      | 作詞      | 作曲・編曲 | 英詞       | 時間 |
| 12.                                    | 「ミスター・スマイル（Mr. SMILE）」           | 松本隆    | 佐藤健     | -          | 4:01 |
| 13.                                    | 「ラヴィン・スプーンフル（LOVIN' SPOONFUL）」 | 松本隆    | 佐藤健     | -          | 4:14 |
| 14.                                    | 「シンプル・ラブ」(英語シングル・バージョン)  | 松本隆    | 佐藤健     | Linda Rhee | 3:48 |
| 15.                                    | 「シンプル・ラブ」(英語ロング・バージョン)    | 松本隆    | 佐藤健     | Linda Rhee | 4:54 |
| 合計時間:                              | 合計時間:                                     | 合計時間: | 61:22      |            |      |

## 参加ミュージシャン
| シンプル・ラブ - E.Guitar, Slide Guitar Solo, Cowbell: 土屋昌巳 - E.Guitar: 滝本大助 - Rhodes E. Piano, Piano, Mini Moog: 小田健二郎 - Bass: 福田郁次郎 - Drums: 見砂和照 - Congas: 高杉登 - Background Vocals: 伊集加代子・尾形道子・和田夏代子 - Horns & Strings: 新音楽協会 フィール・ソー・バッド - E.Guitar, Voice Bag, Slide Guitar: 土屋昌巳 - E.Guitar: 滝本大助 - Piano: 佐藤健 - Rhodes E. Piano, Korg Poliphonic Ensemble: 小田健二郎 - Bass: 福田郁次郎 - Drums & Percussion: 見砂和照 - Percussion: 高杉登 白い鎮魂歌 - Phaser Guitar: 土屋昌巳 - E.Guitar: 滝本大助 - Rhodes E. Piano, Mini Moog: 小田健二郎 - Bass: 福田郁次郎 - Drums & Finger Chines: 見砂和照 - Percussion: 高杉登 - Background Vocals: 大橋純子・尾形道子・梅垣達志 二人の夢の島 - E.Guitar, Slide Guitar, Acoustic guitar & Castanets: 土屋昌巳 - E.Guitar: 滝本大助 - Piano: 佐藤健 - Rhodes E. Piano, Hammond Organ, Marimba: 小田健二郎 - Bass: 福田郁次郎 - Drums, YAMAHA Timpals & Marimba: 見砂和照 - Percussion: 高杉登 - Background Vocals: やしの実シンガーズ ナチュラル・フーズ - E.Guitar: 滝本大助 - Piano, Rhodes E.Piano, Clavinet, Solina, Mini Moog: 小田健二郎 - Bass: 福田郁次郎 - Drums & Timpals YAMAHA: 見砂和照 - Congas: 高杉登 - Harmonys Vocals: 大橋純子・土屋昌巳・佐藤健 - Background Vocices: 玄米炊込合唱団 ラスト・ナンバー - E.Guitar, Slide Guitar Solo, Cowbell: 土屋昌巳 - E.Guitar: 滝本大助 - Rhodes E. Piano, Piano, Mini Moog: 小田健二郎 - Bass: 小林旭 - Drums: 見砂和照 - Congas: 高杉登 - Alto Sax Solo: 村岡健 - Horns: 羽鳥幸次・村岡健・新井英次 | レイニー・サタデイ & コーヒー・ブレイク - Acoustic Guitar: 土屋昌巳 - E.Guitar: 滝本大助 - Rhodes E. Piano, Mini Moog: 小田健二郎 - Bass: 福田郁次郎 - Drums: 見砂和照 - Percussion: 高杉登 - Background Vocals: 大橋純子・尾形道子・林哲司 - Strings: 新音楽教会 ラッキー・レディー - Banjo & Slide Guitar: 土屋昌巳 - E.Guitar: 滝本大助 - Piano: 増尾元章 - Rolland Synthesizer, Arp Odessey, Hammond Organ: 小田健二郎 - Bass: 福田郁次郎 - Drums: 見砂和照 - Congas: 高杉登 - Background Vocals: 大橋純子・土屋昌巳 - Horns & Strings: 新音楽協会 愛にさよなら - E.Guitar: 滝本大助 - E.Guitar & Guitar Solo: 増尾元章 - Piano, Rhodes E.Piano, Arp Odessey: 小田健二郎 - Solina: 佐藤健 - Bass: 福田郁次郎 - Drums: 見砂和照 - Percussion: 高杉登 - Background Vocals: 大橋純子・土屋昌巳・小田健二郎 季節のない街角で - E.Guitar: 土屋昌巳 - E.Guitar: 滝本大助 - Rhodes E. Piano, Solina: 小田健二郎 - Bass: 福田郁次郎 - Drums: 見砂和照 - Percussion: 高杉登 - Soprano Sax Solo: 村岡健 - Unison Vocals: 佐藤健 - Background Vocals: 伊集加代子・尾形道子・和田夏代子 今シルエットのように - E.Guitar (intro): 土屋昌巳 - E.Guitar & Flute: 滝本大助 - Rhodes E. Piano, Piano, Mini Moog: 小田健二郎 - Bass: 福田郁次郎 - Drums & Timpals: 見砂和照 - Congas: 高杉登 - Tree Bell: 佐藤健 - Strings: 新音楽教会 |

## 演奏

### セントラル・ステイション メンバー
- 大橋純子（ヴォーカル、作詞）

---
- 見砂和照 Tissue（ドラムス、リーダー）
- 佐藤健 Ushiken（キーボード、作曲、編曲）
- Lip Odaken（キーボード、ジンセサイザー、編曲）
- 土屋昌巳 Mabo（ギター、作詞、作曲、編曲）
- 滝本大助 Reverb（ギター、フルート）
- 福田郁次郎（ベース）
- 高杉登（パーカッション）
- 小林旭（ベース）

### 伴奏・コーラス
- Strings & brass：新音楽協会

## レコーディングスタッフ
- プロデューサー：本城和治
- レコーディングエンジニア：山下ゆうじ
- レコーディングスタジオ：オンキョー・ハウス・スタジオ
- レコーディング期間：1976年12月15日 - 1977年2月3日

## カバーデザイン
- 大西重成
- 写真：飯田安国
- アート・ディレクション：扇谷まさお

## 参考資料
- 大橋純子＆美乃家セントラル・ステイション『Rainbow』（再発盤・ライナーノーツ）Universal Music Japan、2009年6月10日。UPCY-6529。